# K Brugse SK
K Brugse SK, w skrócie KBSK – belgijski klub szachowy z siedzibą w Brugii, mistrz kraju z 2023 roku.

## Historia
Klub został założony w 1933 roku. W 2006 roku zajął czwarte miejsce w Division 1. W sezonie 2011/2012 klub spadł z najwyższej belgijskiej klasy rozgrywkowej, ale wrócił do niej rok później. W 2015 roku uzyskano piątą pozycję. Sezon 2021/2022 szachiści KBSK zakończyli na czwartym miejscu. W 2023 roku klub zdobył mistrzostwo kraju. Rok później KBSK uzyskał trzecie miejsce w klasyfikacji.

## Arcymistrzowie w historii klubu
- Michaił Brodski[9]
- Attila Czebe[10]
- Sipke Ernst[11]
- Erwin l'Ami[9]
- Koen Leenhouts[12]
- Feliks Lewin[13]
- Władimir Łazariew[14]
- Wadym Małachatko[14]
- Paul Motwani[15]
- József Pintér[16]
- Stanisław Sawczenko[17]
- Jan Smeets[13]
- Zoltán Varga[15]
- Jan Werle[18]